# Братья Хильдебрандт
Братья-близнецы Грег (23 января 1939 — 31 октября 2024) и Тим Хильдебрандты (23 января 1939 — 11 июня 2006) известные как Братья Хильдебрандт — художники-иллюстраторы, работавшие в жанрах фэнтези и научной фантастики.
Начали профессионально рисовать в 1959 году. Наиболее известны по своим иллюстрациям к «Властелину колец» Дж. Р. Р. Толкина, созданию первого постера к первому фильму «Звёздных войн», иллюстрированию комиксов и карт Marvel и иллюстраций к Magic: The Gathering.
Грег Хильдебрандт самостоятельно иллюстрировал альбомы Trans-Siberian Orchestra и альбом Mob Rules группы Black Sabbath. Его сын, Грегори Хильдебрандт-младший, выпустил книгу «Greg & Tim Hildebrandt: The Tolkien Years» о совместной работе братьев над Толкиновскими иллюстрациями в 1970-х годах.
В 1992 году Тим Хильдебрант получил Всемирную премию фэнтези как лучший художник. Грег в 2010 году получил премию «Чесли». Совместно они получили золотую медаль Общества иллюстраторов.
Тим Хильдебрандт умер от диабета 11 июня 2006 года в возрасте 67 лет. Грег пережил брата на 18 лет.